# Eugymnanthea psammobionta
Eugymnanthea psammobionta är en nässeldjursart som först beskrevs av Luitfried von Salvini-Plawen och Chandrasekhara 1973.  Eugymnanthea psammobionta ingår i släktet Eugymnanthea och familjen Eirenidae. Inga underarter finns listade i Catalogue of Life.